# Кендрапара
Кендрапара (англ. Kendrapara) — город в индийском штате Орисса. Административный центр округа Кендрапара. Средняя высота над уровнем моря — 13 метров. По данным всеиндийской переписи 2001 года, в городе проживало 41 404  человека, из которых мужчины составляли 49,6 %, женщины — соответственно 50,4 %. Уровень грамотности взрослого населения составлял 77 % (при общеиндийском показателе 59,5 %). Уровень грамотности среди мужчин составлял 88 %, среди женщин — 67 %. 12 % населения было моложе 6 лет.